# Phytobia semibifurcata
Phytobia semibifurcata är en tvåvingeart som beskrevs av Zlobin 2002. Phytobia semibifurcata ingår i släktet Phytobia och familjen minerarflugor.
Artens utbredningsområde är Myanmar. Inga underarter finns listade i Catalogue of Life.